# Bernard Mendy
Pour les articles homonymes, voir Mendy.
Bernard Mendy, né le 20 août 1981 à Évreux (Eure), est un footballeur international français jouant au poste d'arrière latéral droit de 1998 à 2017.

## Biographie

### Enfance et formation normandes
Ses parents, Pedro et Santa Mendy, quittent la Guinée-Bissau pour la Normandie avec leur première enfant Claudine. Le père entre à l'usine et la mère est au chômage. Après la grande sœur viennent Bakaré, Bernard, Félix, Philippe, les jumeaux Sandrine et Jean-Luc puis Steven. Rapidement, le football s'immisce dans la famille. Le cousin Étienne Mendy connaît une belle carrière professionnelle, son frère Bakaré est bon mais stoppé net par une blessure et les autres garçons suivent. En 1987, main dans la main avec son père, Bernard file à l'entraînement de l'ALM Évreux. Le jeune Bernard fait ses classes à l'ALM comme attaquant avec pour idole George Weah et le Paris SG champion de France en titre comme club préféré. Naturellement porté vers l'avant, il est déjà réputé pour sa polyvalence : « Quand il y avait des blessés, je me retrouvais au milieu ou en défense et ça me convenait. Moi, du moment que je joue, je suis content, je ne me pose pas de questions, je m'adapte ».
À Évreux, Mendy gravit chaque échelon avec brio jusqu'aux moins de 15 ans. Lors d'un match remporté face au Stade Malherbe de Caen, il est approché par les dirigeants du SMC. Bernard est ravi, ses parents donnent carte blanche et l'accord se scelle vite. Pendant un an, il s'entraîne à Caen et joue le week-end avec l'ALM avant d'intégrer le centre de formation caennais. Une saison en moins de 17 ans, une autre en CFA et le voilà lancé en D2. Le 16 décembre 1998 contre Valence, Bernard Mendy joue ses 65 premières minutes de deuxième division et reçoit son premier carton jaune. Il passe son BEP vente action marchande dans un lycée de la ville et y rencontre celle qui deviendra sa femme.
Au terme de son premier exercice plein à Caen, la quasi-totalité des clubs de D1 lui font la cour. Jean Tigana, son agent, lui propose de le rejoindre à Fulham mais Mendy préfère rester en France et s'engage pour le club de ses rêves d'enfants.

### Paris SG (2000-2008)
Sélectionné pour participer à l'Euro des moins de 18 ans en 2000, une grande partie du groupe est victime d'une intoxication alimentaire cinq jours avant le début de la compétition. Il est forfait pour le premier match perdu (1-0), rentre en jeu avant de rester titulaire au milieu de terrain jusqu'à la finale remportée.
Après une saison 2003-2004 réussie, Mendy reçoit la visite de Alex Ferguson, qui lui propose de signer à Manchester United. Cerise sur le gâteau, Jacques Santini le convoque en équipe de France pour une rencontre de prestige contre le Brésil, le 20 mai 2004. Mendy marque la rencontre en débordant et prenant de vitesse Roberto Carlos, alors l'un des meilleurs latéraux du monde.
Mendy connaît deux autres sélections en équipe de France dans les mois qui suivent. La dernière, le 4 septembre 2004, pour les éliminatoires de la Coupe du monde 2006 et la réception d'Israël (0-0).

### Hull City (2008-2010)
En fin de contrat en 2008 avec le PSG, il signe un contrat de trois ans avec le club de Hull City. Il retrouve Phil Brown, celui qui le prend en prêt aux Bolton Wanderers lors de la saison 2002-2003. Le fait de l’avoir côtoyé à Bolton est un facteur décisif au moment de rejoindre Hull. Lors de la première saison, Mendy joue 33 matchs pour deux buts inscrits et six passes décisives, ce qui fait de lui le meilleur passeur de l’équipe. La deuxième saison est moins bonne avec six victoires sur l’ensemble de l’exercice. Hull est relégué en Championship (D2) et Mendy décide de mettre fin à l’aventure.
Bernard Mendy fait alors jouer la clause lui permettant de rompre son contrat en cas de descente. Il s'entraîne en début de saison 2010 avec le Stade Malherbe de Caen, en attendant de trouver un autre club.
En 2009, il devient actionnaire avec Mathieu Bodmer comme président du club de l'Évreux athletic club Football. En mars 2013, il démissionne.

### Une saison et demie au Danemark (2011-2012)
Libre depuis Hull City en juin 2010, Mendy se maintient en forme en s'entrainant avec le Stade Malherbe de Caen. Bernard Mendy s'engage en février 2011 avec le club danois d'Odense Boldklub pour une période d'un an et demi.

### Retour en France (2012-2014)
Le 25 juin 2012, il signe un contrat de deux ans avec le Stade brestois 29.

### Champion en Inde (2014)
Sans contrat à l'intersaison 2014, Mendy rejoint l'Indian Super League nouvellement créée dans le but de rendre le football populaire en Inde. Dans le cadre d'une draft organisée sur le modèle des ligues sportives nord-américaines, il est sélectionné par le club de Chennaiyin FC fin août 2014.
En 2015, il y revient pour une deuxième saison qui se terminera par une victoire 3-2 de son équipe en finale contre le FC Goa au terme d'un match haut en suspense. Ainsi, Bernard Mendy est champion d'Inde.

### Reconversion

#### Entraineur adjoint du PSG féminin (depuis 2017)
Le 29 décembre 2017, il est nommé adjoint de Patrice Lair au sein de l'équipe féminine du PSG.
En mai 2022, il est diplômé du certificat d'entraîneur attaquant et défenseur (CEAD), diplôme nouvellement créé et délivré par la FFF. Il rejoint ensuite la chaîne L'EQUIPE où il intervient régulièrement en qualité de consultant, notamment dans L'Équipe de Greg puis L'Équipe du soir.

## Statistiques
| Saison                | Club                    | Championnat           | Championnat | Championnat | Coupe(s) nationale(s) | Coupe(s) nationale(s) | Compétition(s) continentale(s) | Compétition(s) continentale(s) | Compétition(s) continentale(s) | France | France | Total | Total |
| Saison                | Club                    | Division              | M.          | B.          | M.                    | B.                    | Comp.                          | M.                             | B.                             | M.     | B.     | M.    | B.    |
| 1998-1999             | Stade Malherbe Caen     | D2                    | 4           | 0           | -                     | -                     | -                              | -                              | -                              | -      | -      | 4     | 0     |
| 1999-2000             | Stade Malherbe Caen     | D2                    | 30          | 2           | 3                     | 0                     | -                              | -                              | -                              | -      | -      | 33    | 2     |
| Sous-total            | Sous-total              | Sous-total            | 34          | 2           | 3                     | 0                     | -                              | -                              | -                              | -      | -      | 37    | 2     |
| 2000-2001             | Paris Saint-Germain     | D1                    | 19          | 0           | -                     | -                     | C1                             | 7                              | 0                              | -      | -      | 26    | 0     |
| 2001-2002             | Paris Saint-Germain     | D1                    | 21          | 1           | 4                     | 1                     | CI+C3                          | 6+3                            | 1+1                            | -      | -      | 34    | 4     |
| 2002-2003             | Bolton Wanderers (prêt) | Premier League        | 21          | 0           | 2                     | 0                     | -                              | -                              | -                              | -      | -      | 23    | 0     |
| 2003-2004             | Paris Saint-Germain     | Ligue 1               | 33          | 0           | 5                     | 0                     | -                              | -                              | -                              | 1      | 0      | 39    | 0     |
| 2004-2005             | Paris Saint-Germain     | Ligue 1               | 29          | 0           | 4                     | 1                     | C1                             | 5                              | 0                              | 2      | 0      | 40    | 1     |
| 2005-2006             | Paris Saint-Germain     | Ligue 1               | 36          | 0           | 4                     | 0                     | -                              | -                              | -                              | -      | -      | 40    | 0     |
| 2006-2007             | Paris Saint-Germain     | Ligue 1               | 28          | 0           | 4                     | 0                     | C3                             | 8                              | 2                              | -      | -      | 40    | 2     |
| 2007-2008             | Paris Saint-Germain     | Ligue 1               | 23          | 1           | 8                     | 3                     | -                              | -                              | -                              | -      | -      | 31    | 4     |
| Sous-total            | Sous-total              | Sous-total            | 189         | 2           | 29                    | 5                     | -                              | 29                             | 4                              | 3      | 0      | 250   | 11    |
| 2008-2009             | Hull City               | Premier League        | 28          | 2           | 5                     | 0                     | -                              | -                              | -                              | -      | -      | 33    | 2     |
| 2009-2010             | Hull City               | Premier League        | 21          | 0           | 2                     | 0                     | -                              | -                              | -                              | -      | -      | 23    | 0     |
| Sous-total            | Sous-total              | Sous-total            | 49          | 2           | 7                     | 0                     | -                              | -                              | -                              | -      | -      | 56    | 2     |
| 2010-2011             | OB Odense               | SAS Ligaen            | 11          | 0           | -                     | -                     | -                              | -                              | -                              | -      | -      | 11    | 0     |
| 2011-2012             | OB Odense               | SAS Ligaen            | 29          | 2           | 1                     | 0                     | C1+C3                          | 3+6                            | 0                              | -      | -      | 39    | 2     |
| Sous-total            | Sous-total              | Sous-total            | 40          | 2           | 1                     | 0                     | -                              | 9                              | 0                              | -      | -      | 50    | 2     |
| 2012-2013             | Stade brestois 29       | Ligue 1               | 31          | 0           | 2                     | 0                     | -                              | -                              | -                              | -      | -      | 33    | 0     |
| 2013-2014             | Stade brestois 29       | Ligue 2               | 7           | 0           | 1                     | 0                     | -                              | -                              | -                              | -      | -      | 8     | 0     |
| Sous-total            | Sous-total              | Sous-total            | 38          | 0           | 3                     | 0                     | -                              | -                              | -                              | -      | -      | 41    | 0     |
| 2014                  | Chennaiyin FC           | Indian Super League   | 13          | 1           | -                     | -                     | -                              | -                              | -                              | -      | -      | 13    | 1     |
| 2014-2015             | AEL Limassol            | A Kategoria           | 12          | 0           | 5                     | 0                     | -                              | -                              | -                              | -      | -      | 17    | 0     |
| 2015                  | Chennaiyin FC           | Indian Super League   | 14          | 2           | -                     | -                     | -                              | -                              | -                              | -      | -      | 14    | 2     |
| 2016                  | East Bengal Club        | I-League              | 9           | 2           | -                     | -                     | -                              | -                              | -                              | -      | -      | 9     | 2     |
| 2016                  | Chennaiyin FC           | Indian Super League   | 8           | 2           | -                     | -                     | -                              | -                              | -                              | -      | -      | 8     | 2     |
| Total sur la carrière | Total sur la carrière   | Total sur la carrière | 427         | 15          | 50                    | 6                     | -                              | 38                             | 4                              | 3      | 0      | 518   | 25    |

## Matchs internationaux
| Matchs internationaux de Bernard Mendy | Matchs internationaux de Bernard Mendy | Matchs internationaux de Bernard Mendy       | Matchs internationaux de Bernard Mendy | Matchs internationaux de Bernard Mendy | Matchs internationaux de Bernard Mendy  | Matchs internationaux de Bernard Mendy                      |
| #                                      | Date                                   | Lieu                                         | Adversaire                             | Résultat                               | Compétition                             | Notes                                                       |
| -------------------------------------- | -------------------------------------- | -------------------------------------------- | -------------------------------------- | -------------------------------------- | --------------------------------------- | ----------------------------------------------------------- |
| 1                                      | 20 mai 2004                            | Stade de France, Saint-Denis, France         | Brésil                                 | N 0 - 0                                | Match amical                            | Entre en jeu à la place de Marcel Desailly à la 46e minute. |
| 2                                      | 18 août 2004                           | Stade de la route de Lorient, Rennes, France | Bosnie-Herzégovine                     | N 1 - 1                                | Match amical                            | Titulaire.                                                  |
| 3                                      | 4 septembre 2004                       | Stade de France, Saint-Denis, France         | Israël                                 | N 0 - 0                                | Éliminatoires de la Coupe du monde 2006 | Titulaire.                                                  |

## Palmarès

### En tant que joueur

#### En club
|  | Paris Saint-Germain - Ligue 1 - Vice Champion : 2004 - Coupe de France - Vainqueur : 2004 et 2006 - Finaliste : 2008 - Coupe de la Ligue - Vainqueur : 2008 - Trophée des champions - Finaliste : 2004 et 2006 - Coupe Intertoto - Vainqueur : 2001 |  | Chennaiyin FC - Indian Super League - Champion: 2015 |  |

#### En sélection
|  | Équipe de France des moins de 18 ans - Championnat d'Europe des moins de 18 ans - Vainqueur : 2000 |

#### Distinction personnelle
- Élu par ses pairs Meilleur défenseur latéral droit de Ligue 1 en 2004
- Membre de l'équipe-type de ceux qui ont marqué l'histoire du Paris Saint-Germain par So Foot en 2017

### En tant qu'entraineur

#### En club
|  | Paris Saint-Germain féminines - Coupe de France - Vainqueur : 2018, 2022 - Championnat de France - Champion : 2021 |